# Workers’ Memorial Day

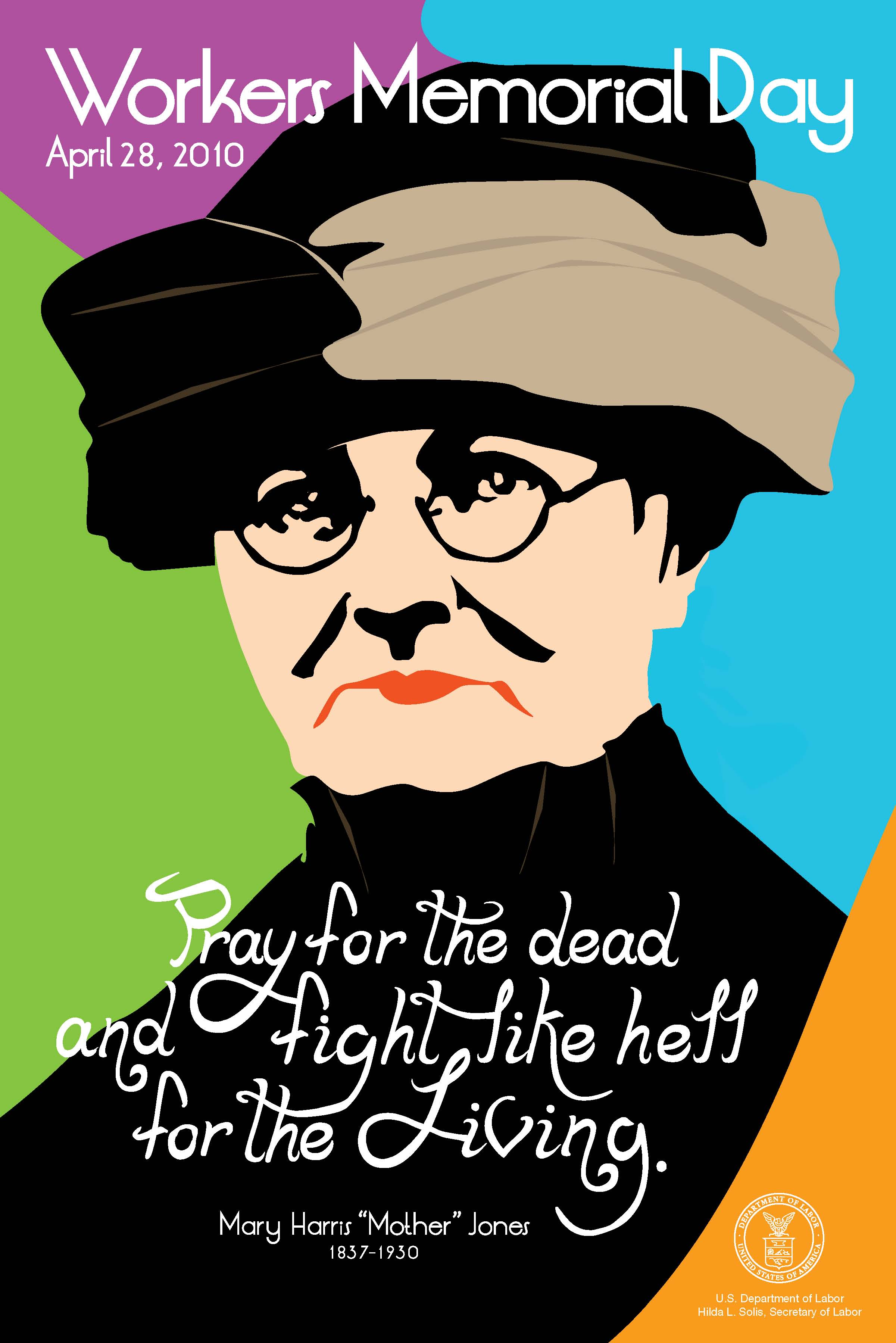
Bete für die Toten und kämpfe wie der Teufel für die Lebenden – Mother Jones

Der Workers’ Memorial Day ist ein internationaler Tag des Gedenkens an Lohnarbeiter, die aufgrund von Arbeit getötet, verstümmelt beziehungsweise verletzt wurden oder erkrankt sind. Er findet jedes Jahr am 28. April in zahlreichen Ländern statt.

## Situation weltweit
Angaben der Internationalen Arbeitsorganisation (ILO) zufolge
- sterben jedes Jahr mehr als zwei Millionen Menschen an den Folgen eines Arbeitsunfalls oder von Berufskrankheiten;
- ereignen sich jedes Jahr schätzungsweise 270 Millionen Arbeitsunfälle und erkranken etwa 160 Millionen Menschen an arbeitsbedingten Krankheiten;
- töten jährlich giftige Substanzen 440.000 Arbeiter, wobei allein Asbest für etwa 100.000 Tote verantwortlich ist;
- stirbt weltweit alle 15 Sekunden ein Arbeiter, sterben 6.000 Arbeiter am Tag, wonach mehr Menschen durch Arbeit sterben als durch Kriege.[2]

## Situation in Deutschland, Österreich und der Schweiz
- 2023 ereigneten sich in Deutschland rund 780.000 Arbeitsunfälle, davon 381 tödliche[3] (zum Vergleich 2009: 975.000 Arbeitsunfälle, davon 622 tödliche).[4]
- 2023 ereigneten sich in Österreich rund 130.000 Arbeitsunfälle, davon 70 tödliche[5] (zum Vergleich 2009: rund 122.000 Arbeitsunfälle, davon 180 tödliche).[6]
- 2023 ereigneten sich in der Schweiz rund 286.000 Arbeitsunfälle.[7]

## Sinn und Zweck
Mit dem Workers’ Memorial Day soll die Öffentlichkeit auf arbeitsbedingte Tode, Verletzungen und Krankheiten sowie auf die Vermeidbarkeit der meisten Arbeitsunfälle und Berufskrankheiten hingewiesen werden. Zudem sollen gewerkschaftliche Kampagnen und Ansätze im Kampf für Verbesserungen beim Arbeitsschutz bekannt gemacht werden. Rund um den Workers’ Memorial Day hat sich der Slogan Remember the dead – Fight for the living (Der Toten gedenken, für die Lebenden kämpfen) etabliert.
Obwohl der 28. April in erster Linie als Tag des Gedenkens und der internationalen Solidarität genutzt wird, wurden an ihm zuweilen auch konkrete Aktionen zur Verbesserung des Arbeitsschutzes initiiert oder praktisch mit entsprechenden Kampagnen verbunden.

## Wurzeln
Ins Leben gerufen wurde der Workers’ Memorial Day 1984 von der kanadischen Gewerkschaft für Angestellte im Öffentlichen Dienst (Canadian Union of Public Employees). Der Gewerkschaftsverband Canadian Labour Congress griff die Initiative im Folgejahr auf und erklärte den 28. April zu einem jährlichen Tag des Gedenkens. Mit dem Datum bezog man sich auf den Jahrestag des richtungsweisenden Workers Compensation Act von 1914, mit dem in Kanada eine Behörde für Arbeitsschutz eingerichtet wurde. 1991 verabschiedete das kanadische Parlament ein Gesetz, mit dem der 28. April zu einem offiziellen Arbeitergedenktag erklärt wurde (National Day of Mourning).

## Internationale Verbreitung

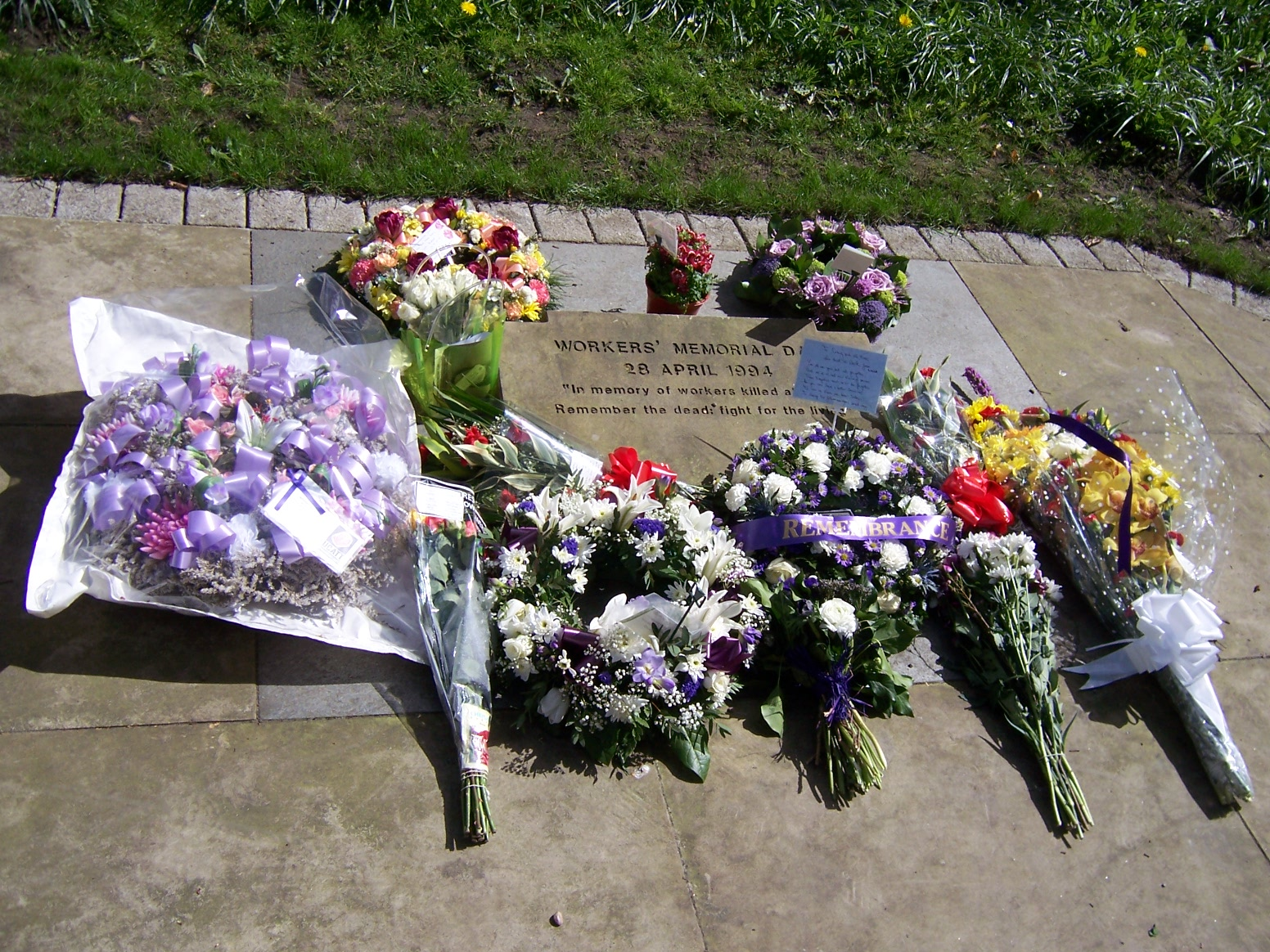
Arbeiter-Denkmal in Manchester

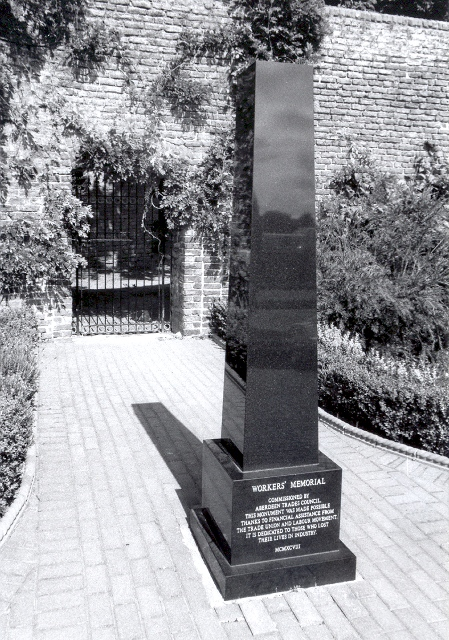
Arbeiter-Denkmal in Aberdeen, Schottland

Die ersten Jahre beschränkte sich der Workers’ Memorial Day auf den nordamerikanischen Raum, verbreitete sich schließlich aber weltweit. In den USA wurde er 1989 als Gedenktag anerkannt. Seit 1989 organisieren ebenso Gewerkschaften in Asien und Afrika Veranstaltungen und Aktionen am 28. April. Die Hazards Campaign brachte den Tag 1992 nach Großbritannien und prägte den Slogan Remember the Dead – Fight for the Living. In der Folge wurde der Tag von verschiedenen britischen Gewerkschaften übernommen. Der Trades Union Congress nahm ihn 1999 in seinen Aktionskalender auf; verschiedene britische Gesundheits- und Arbeitsschutzinstitutionen fördern ihn seit 2000.
1996 übernahm  der Internationale Gewerkschaftsbund (IGB) den Workers’ Memorial Day  und stellte ihn jährlich unter ein bestimmtes Thema, wie etwa ein weltweites Verbot von Asbest. 2001 erkannte auch die Internationale Arbeitsorganisation den Workers’ Memorial Day an, allerdings unter der Bezeichnung Welttag für Sicherheit und Gesundheit am Arbeitsplatz, und verkündete 2002, dass der 28. April ein offizieller Tag im Kalender der UNO sein sollte.
Der Workers’ Memorial Day ist heute in zahlreichen Ländern als Gedenktag anerkannt, wie etwa in Argentinien, Belgien, Bermuda, Brasilien, Dominikanische Republik, Großbritannien, Kanada, Luxemburg, Panama, Peru, Portugal, Spanien, Thailand, Taiwan und den USA. Gewerkschaften in weiteren Ländern, wie etwa Benin, Finnland, Malta, Nepal, Neuseeland, Rumänien, Singapur, Tschechien und Ungarn, setzen sich für eine Anerkennung durch die Regierung ein.
Heute finden am Workers’ Memorial Day Aktivitäten auf der ganzen Welt statt. Dazu gehören Kampagnen, Aufklärung am Arbeitsplatz, öffentliche Veranstaltungen, die Errichtung von Denkmälern, Kundgebungen und Demonstrationen bis hin zu vereinzelten Aktionen am Arbeitsplatz wie Streiks. Nach Angaben des IGB beteiligten sich im Jahr 2009 etwa 14 Millionen Menschen in über 100 Ländern an rund 10.000 Aktivitäten.

## Workers’ Memorial Day in Deutschland
Der IGB ruft seine 305 Mitgliedsorganisationen, darunter der  Deutsche Gewerkschaftsbund, alljährlich zur Teilnahme am Workers’ Memorial Day auf. Bis 2010 wurde er nicht in Deutschland begangen, wenn auch vereinzelt DGB-Gewerkschaften Veranstaltungen zu Arbeitsschutzthemen mit Bezugnahme auf den UN-Welttag für Sicherheit und Gesundheit am Arbeitsplatz abgehalten haben. Der Workers’ Memorial Day ist in Deutschland kein anerkannter Gedenktag.
Im Jahr 2010 rief die Basisgewerkschaft Freie Arbeiterinnen- und Arbeiter-Union erstmals ausdrücklich zur Beteiligung am Workers’ Memorial Day auf. Aktionen fanden unter anderem in Berlin, München, Nürnberg und Köln statt. Dabei stand wie etwa in Berlin die Zeitarbeit im Mittelpunkt, bei der das Aufkommen von Arbeitsunfällen und Burnouts überproportional hoch ist. 2011 rief mit der IG BAU erstmals eine DGB-Gewerkschaft zum Workers’ Memorial Day auf. Am 28. April 2011 wurde eine Schweigeminute in der Bauwirtschaft durchgeführt.
Zum Workers’ Memorial Day 2013 hat die Industriegewerkschaft Bauen-Agrar-Umwelt (IG BAU) zum Gedenken an die Kolleginnen und Kollegen, die durch einen Unfall in ihrem Beruf oder Berufskrankheit ihr Leben lassen mussten, in der Erlöserkirche in Stuttgart, in der Karlskirche in Kassel sowie im Kölner Dom einen Gedenkgottesdienst mitgestaltet.
Im Jahr 2019 fand in der Kaiser-Wilhelm-Gedächtniskirche in Berlin zum Workers’ Memorial Day ein ökumenischer Gottesdienst mit der Christlichen, Muslimischen und Jüdischen Gemeinde statt mit dem Thema „Bau auf Sicherheit, Bau auf Dich“ zusammen mit der Industrie Gewerkschaft Bauen-Agrar-Umwelt und den Berufsgenossenschaften statt.
Am 28. April 2021 fand die zentrale Veranstaltung des Workers’ Memorial Day in der Kaiser-Wilhelm-Gedächtniskirche in Berlin wegen der Corona-Pandemie erstmals auch als Livestream statt. Veranstalter waren die Gewerkschaft IG Bauen Agrar Umwelt, der DGB, die SVLVG sowie die Berufsgenossenschaft der Bauwirtschaft. Das Thema war das Leben in der Corona-Pandemie sowie unsichtbare Gefahren.